# Miracle brésilien
Le miracle brésilien (en portugais : milagre econômico brasileiro) était une période de croissance économique exceptionnelle au Brésil pendant le règne du gouvernement militaire brésilien. Pendant cette période, la croissance annuelle moyenne du PIB était proche de 10%. La plus grande croissance économique a été atteinte pendant le mandat du président Emílio Garrastazu Médici de 1969 à 1973.
La perception de l’« âge d'or » du développement brésilien a été renforcée en 1970, lorsque le Brésil a remporté pour la troisième fois la Coupe du monde de football 1970, et l'adoption officielle du slogan Brasil, ame-o ou deixe-o (« Brésil, aimez-le ou quittez-le ») par le gouvernement militaire brésilien.

## Contexte
Sous la présidence de João Goulart, l'économie était au bord d'une crise et le taux d'inflation annuel atteignait 100%. Après le coup d'État de 1964, l'armée brésilienne s'est davantage préoccupée du contrôle politique et a laissé la politique économique à un groupe de technocrates de confiance, dirigé par Delfim Netto.

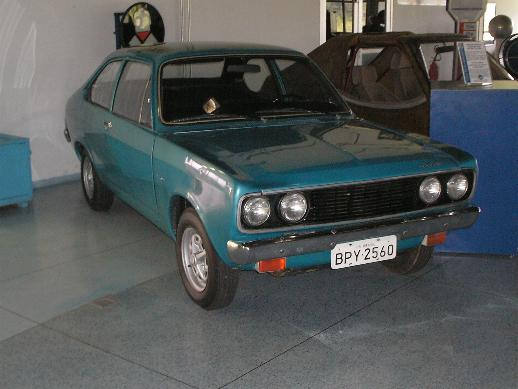
Une Dodge 1800 a été le premier prototype conçu avec un moteur à l'éthanol. Exposition au Mémorial Aeroespacial Brasileiro, CTA, São José dos Campos.

Le Brésil est devenu une société urbaine, avec 67% de sa population vivant dans les villes. Cela a été causé par un déplacement de la population des campagnes les plus pauvres vers les villes en plein essor, São Paulo se développant plus rapidement que les autres.

## Succès
Le gouvernement s'est directement impliqué dans l'économie, car il a investi massivement dans de nouvelles routes, ponts et chemins de fer. Des aciéries, des usines pétrochimiques, des centrales hydroélectriques et des réacteurs nucléaires ont été construits par les grandes entreprises publiques Eletrobras et Petrobras. Pour réduire la dépendance vis-à-vis du pétrole importé, l'industrie de l'éthanol a été fortement encouragée.
En 1980, 57 % des exportations brésiliennes étaient des produits industriels, contre 20 % en 1968.
Au cours de cette période, le taux de croissance annuel du PIB est passé de 9,8 % par an en 1968 à 14 % en 1973 et l'inflation est passée de 19,46 % en 1968 à 34,55% en 1974.

## Problèmes
Pour alimenter sa croissance économique, le Brésil avait besoin de plus en plus de pétrole importé. Les premières années du miracle brésilien ont connu une croissance et des emprunts durables. Cependant, la crise pétrolière de 1973 a amené le gouvernement militaire à emprunter de plus en plus aux prêteurs internationaux et la dette est devenue ingérable. À la fin de la décennie, le Brésil avait la dette la plus importante du monde: environ 92 milliards de dollars.
La croissance économique a définitivement pris fin avec la crise énergétique de 1979, qui a conduit à des années de récession et d'hyperinflation.